# NGC 1981
NGC 1981 est un amas ouvert situé dans la constellation d'Orion. Il a été découvert par l'astronome germano-britannique William Herschel en 1780.
NGC 1981 est à environ 400 pc (∼1 300 al) du système solaire et les dernières estimations donnent un âge de 148 millions d'années. La taille apparente de l'amas est de 28,0 minutes d'arc, ce qui, compte tenu de la distance, donne une taille réelle maximale d'environ 10,6 années-lumière. 
Selon la classification des amas ouverts de Robert Trumpler, cet amas renferme moins de 50 étoiles (lettre p) dont la concentration est moyennement faible (III) et dont les magnitudes se répartissent sur un intervalle moyen (le chiffre 2).